# Andréi Denísov
Andréi Ivánovich Denísov (en ruso: Андре́й Ива́нович Дени́сов; Járkov, 3 de octubre de 1952) es un diplomático ruso, embajador en la República Popular China desde 2013.

## Carrera
Estudió en el Instituto Estatal de Relaciones Internacionales de Moscú y posee un doctorado en economía.
De 1973 a 1981, fue representante económico y comercial de la Unión Soviética en China. De 1981 a 1991, trabajó como experto en el departamento internacional del Comité Central del Partido Comunista de la Unión Soviética en la República Popular de China. De 1992 a 1997, se desempeñó como consejero principal en la embajada de Rusia en China.
Entre 1997 y 2000, fue director del departamento de cooperación económica del Ministerio de Asuntos Exteriores de Rusia. Al mismo tiempo fue miembro de la junta administrativa de dicho ministerio. Desde mayo de 2000 hasta diciembre de 2001 fue embajador de Rusia en Egipto.
Desde diciembre de 2001 hasta julio de 2004 fue viceministro de asuntos exteriores. El 12 de julio de 2004, fue designado representante permanente de Rusia ante la Organización de las Naciones Unidas en Nueva York, presentando sus cartas credenciales ante el secretario general Kofi Annan el 3 de agosto de ese año. Ocupó el cargo hasta el 8 de abril de 2006.
Fue presidente del Consejo de Seguridad de las Naciones Unidas durante los meses de agosto de 2004 y noviembre de 2005.
Entre 2006 y 2013 fue el primer viceministro de asuntos exteriores, hasta que fue designado embajador en China por el presidente Vladímir Putin.